# 문경여자중학교
문경여자중학교(聞慶女子中學校)는 대한민국 경상북도 문경시 모전동에 있는 공립 중학교이다.

## 학교 연혁
- 1971년 1월 25일 : 문경여자중학교 설립인가(18학급)
- 1971년 2월 9일 : 초대 최영기 교장 취임
- 1971년 3월 4일 : 제1회 입학식(현 문경여고에서)
- 1971년 10월 12일 : 신축 교사로 이전(개교기념일)
- 1971년 10월 17일 : 본관교사 증축(7교실)
- 2002년 10월 10일 : 다목적 교실(문향관) 준공 및 개관식
- 2005년 5월 1일 : 교육인적자원부지정 여학생보건관리 연구학교('05.5.1∼'06.2.28)
- 2006년 3월 1일 : 경상북도교육청지정 독서교육 연구학교 ('06.3.1∼'08.2.29)
- 2008년 3월 1일 : 도지정 창의성 교육 시범교육청 연구중심학교('08.3.1 ~'10.2.28)
- 2010년 2월 26일 : 교과교실 증축(3개 교실)
- 2010년 3월 1일 : 교과교실제 C형 연구학교 선정(2010.3.1~2013.2.28)
- 2011년 5월 1일 : 전국 창의ㆍ인성 모델학교 운영(교육과학기술부 지정)
- 2015년 2월 28일 : 현대식 식생활 교육관 신축
- 2019년 9월 1일 : 제18대 이현재 교장 취임
- 2023년 2월 10일 : 제50회 졸업(192명, 누계 20,631명)
- 2023년 3월 2일 : 2023학년도 신입생 입학(171명)

## 참고 자료
- 문경여자중학교 - 한국교육학술정보원 학교알리미